# William Joseph Donovan
Pour les articles homonymes, voir William Donovan et Donovan.
Le major-général William Joseph Donovan, né le 1er janvier 1883 à Buffalo (New York) et mort le 8 février 1959 à Berryville, est un soldat, avocat et dirigeant de l'OSS (Office of Strategic Services) pendant la Seconde Guerre mondiale, puis, après celle-ci, l'inspirateur de la création de la CIA.

## Biographie[1]

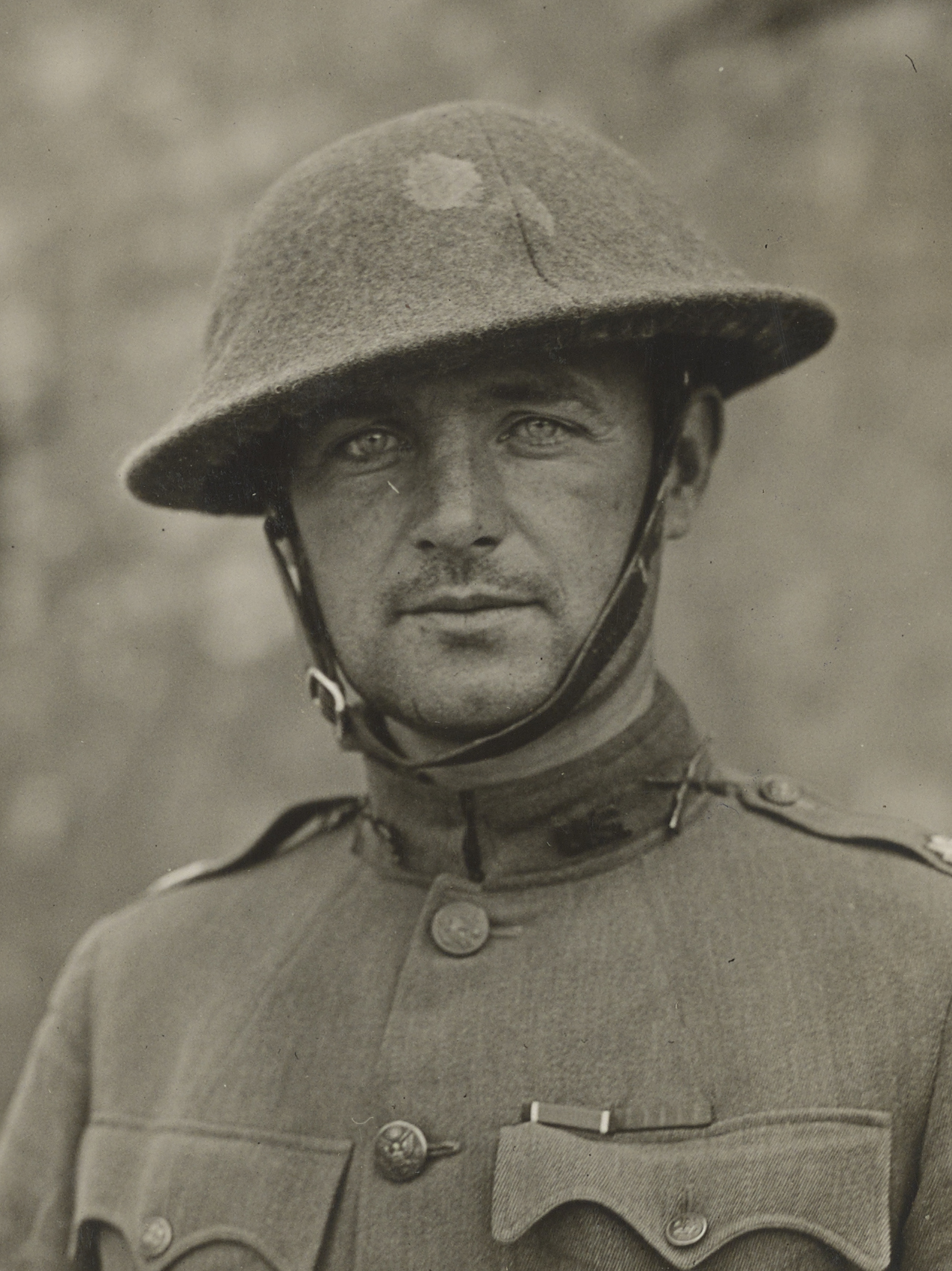
William J. Donovan en 1918

D'origine irlandaise et catholique, il étudie dans un séminaire puis renonce à la prêtrise pour étudier le droit à Columbia où il est condisciple de Franklin D. Roosevelt. Vétéran de la Première Guerre mondiale, il y est blessé et décoré de la croix de guerre et de la Distinguished Service Cross. Connaissant bien l'Europe et ami personnel du président Roosevelt, il est envoyé à plusieurs reprises en mission, en Europe, en Extrême-Orient et en Sibérie entre 1937 et 1941.
Au début de 1941, devant la menace de guerre qui se profile, il est envoyé par Roosevelt auprès de Franco pour le dissuader de rentrer en guerre contre la Grande-Bretagne en le menaçant d'un embargo total sur les livraisons de blé et de pétrole, produits indispensables à la survie de son régime ; il constitue alors l’Office of the Coordination of Informations (COI), créé pour collationner et traiter les informations venant de tous les services militaires et civils américains. Mais devant l'ampleur de la tâche en temps de guerre, Donovan crée l'Office of Strategic Services (OSS), l'ancêtre de la CIA, en juin 1942, dont l'objectif était de coordonner les actions des services spéciaux alliés et de leur apporter une aide matérielle. À la dissolution de l'OSS, le 20 septembre 1945, Donovan quitta l'armée américaine avec le grade de général.
En 1944, Donovan propose au président des États-Unis l'idée d'une agence de renseignement opérant à grande échelle à travers le monde, et reliée directement au président américain. Aidé par son protégé Allen Dulles et de quelques autres, il use de son influence pour que la CIA puisse voir le jour. Mais en 1947, lors de la création de la CIA, il ne rejoint pas ce service.
En 1949, il devient président du Comité américain pour une Europe unie, un organisme dont il fut le fondateur avec Allen Dulles, et qui permettait au gouvernement américain de financer des organisations promouvant l'unité européenne afin de contrer l'avancée communiste en Europe.

## Distinctions
- Grand-croix de l'ordre de Saint-Olaf